# 1 grosz 1925 21/V
1 grosz 1925 21/V – próbna moneta okolicznościowa okresu złotowego II Rzeczypospolitej, wybita z okazji poświęcenia Mennicy Państwowej.
Na monecie nie ma napisu „PRÓBA”. Została wybita z wykorzystaniem stempli obiegowej monety 1 grosz 1925.

## Awers
Na tej stronie pośrodku umieszczono godło – stylizowanego orła w koronie, po obu jego stronach monogram projektant WJ, a dookoła w otoku napis: „RZECZPOSPOLITA POLSKA”, nad orłem rok: „♦ 1925 ♦”, pod łapą orła z prawej strony herb Kościesza – znak mennicy w Warszawie.
Rysunek awersu jest identyczny jak dla monety obiegowej 1 groszy 1925.

## Rewers
Na tej stronie umieszczono cyfrę nominału „1”, po obu jej stronach liście akantu, poniżej napis: „GROSZY” ze stylizowaną literą S, poniżej litery O, w wydłużonej dolnej części litery S, napis: „21/V”.
Rysunek rewersu, poza dodatkowym napisem: „21/V”, jest zgodny z rysunkiem rewersu obiegowej monety 1 grosz 1925.

## Nakład
Monetę wybito w nakładzie 1000 sztuk, w brązie, z rantem gładkim, na krążku o średnicy 14,7 mm, masie 1,5 grama, według projektu Wojciecha Jastrzębowskiego.

## Opis
Moneta jest jedną z sześciu monet próbnych okolicznościowych II Rzeczypospolitej, opartych na wzorach monet przeznaczonych do obiegu, a uzupełnionych o dodatkowe okolicznościowe napisy.
W drugim dziesięcioleciu XXI w. wśród wszystkich prób II Rzeczypospolitej znanych jest jeszcze 16 innych próbnych wersji obiegowej monety 1 grosz wzór 1923 bitych w:
- brązie
  - 1923 KN,
  - 1923 stempel lustrzany,
  - 1930 stempel lustrzany,
  - 1931 stempel lustrzany,
  - 1932 stempel lustrzany,
- mosiądzu (1923 stempel odwrócony),
- złocie
  - 1923,
  - 1927,
  - 1928,
  - 1932,
- niklu (1923),
- srebrze
  - 1925 – znajduje się w kolekcji Muzeum Narodowego w Warszawie,
  - 1927,
- cynku (1939 z wklęsłym napisem PRÓBA)[6],

jednostronnych odbitek:
- awersu (1923),
- rewersu (1923).